# Lleó d'Or per la carrera

Logo del festival de Venècia

El Lleó d'Or per la carrera és un premi que es concedeix en el Festival Internacional de Cinema de Venècia a personalitats del món del cinema que són distingides per la seva activitat en aquest art.
Establert el 1971, el reconeixement va ser precedit el 1969 i el 1970 d'un "homenatge". No va ser atorgat del 1973 al 1981 i el 1984. Anteriorment, els homenatges d'aquesta mena eren les retrospectives del Cinema de Venècia.

## Homenatges i Lleó d'Or per la carrera
- 1969: homenatge a Luis Buñuel
- 1970: homenatge a Orson Welles
- 1971: John Ford, Marcel Carné, Ingmar Bergman
- 1972: Charlie Chaplin, Anatoli Golovnia, Billy Wilder
- 1973-1981: cap
- 1982: Alessandro Blasetti, Frank Capra, George Cukor, Jean-Luc Godard, Serguei Iutkevitx, Alexander Kluge, Akira Kurosawa, Michael Powell, Satyajit Ray, King Vidor, Cesare Zavattini, Luis Buñuel
- 1983: Michelangelo Antonioni
- 1984: cap
- 1985: Federico Fellini, i un Lleó d'Or especial a Manoel de Oliveira i John Huston
- 1986: Paolo i Vittorio Taviani
- 1987: Luigi Comencini, Joseph Leo Mankiewicz
- 1988: Joris Ivens
- 1989: Robert Bresson
- 1990: Miklós Jancsó, Marcello Mastroianni
- 1991: Mario Monicelli, Gian Maria Volontè
- 1992: Francis Ford Coppola, Jeanne Moreau, Paolo Villaggio
- 1993: Claudia Cardinale, Roman Polanski, Robert De Niro, Steven Spielberg
- 1994: Ken Loach, Suso Cecchi D'Amico, Al Pacino
- 1995: Woody Allen, Alain Resnais, Martin Scorsese, Giuseppe De Santis, Goffredo Lombardo, Ennio Morricone, Alberto Sordi, Monica Vitti
- 1996: Robert Altman, Vittorio Gassman, Dustin Hoffman, Michèle Morgan
- 1997: Gérard Depardieu, Stanley Kubrick, Alida Valli
- 1998: Sophia Loren, Andrzej Wajda
- 1999: Jerry Lewis
- 2000: Clint Eastwood
- 2001: Eric Rohmer
- 2002: Dino Risi
- 2003: Dino De Laurentiis, Omar Sharif
- 2004: Manoel de Oliveira, Stanley Donen
- 2005: Hayao Miyazaki, Stefania Sandrelli
- 2006: David Lynch
- 2007: Bernardo Bertolucci, Tim Burton
- 2008: Ermanno Olmi
- 2009: John Lasseter i els directors de Pixar
- 2010: John Woo[2]
- 2011: Marco Bellocchio[2]
- 2012: Francesco Rosi[3]
- 2013: William Friedkin[4]
- 2014: Thelma Schoonmaker i Frederick Wiseman[5]
- 2015: Bertrand Tavernier[6]
- 2016: Jean-Paul Belmondo i Jerzy Skolimowski[7]
- 2017: Jane Fonda i Robert Redford
- 2018: David Cronenberg i Vanessa Redgrave[8]
- 2019: Julie Andrews i Pedro Almodóvar[9]
- 2020: Tilda Swinton i Ann Hui
- 2021: Jamie Lee Curtis, Roberto Benigni i Ridley Scott
- 2022: Catherine Deneuve i Paul Schrader